# 名古屋市立向陽高等学校
名古屋市立向陽高等学校（なごやしりつ こうようこうとうがっこう）は、愛知県名古屋市昭和区広池町に所在する市立高等学校。

## 概要
名古屋市立の高等学校としては2番目に古い。
2006年度（平成18年度）から、文部科学省よりスーパーサイエンスハイスクール（SSH）の指定（5年間）を受けていたが、2015年度（平成27年度）から、再びSSHの指定を受けた。また、同年から普通科に加え、三河地区からの進学も可能な専門学科である国際科学科を新たに開設した。さらに、2020年度（令和2年度）から、第三期のSSHの指定を第二期から継続して受けた。
周辺には、名古屋市立大学や名古屋市博物館等がある。最寄り駅は名古屋市営地下鉄鶴舞線 荒畑駅及び名古屋市営地下鉄桜通線 桜山駅である。複合選抜制度下では尾張学区第2群Aグループ（国際科学科は専門学科Aグループ）に属している。

## 沿革
- 1912年（大正元年） - 前身校の1つである名古屋市立第二高等女学校が創立する。
- 1928年 （昭和3年） - 前身校の1つである名古屋市立名古屋商業学校が広池町に新校舎を完成し、移転。この校舎が後に向陽高校の旧校舎となる。
- 1948年（昭和23年）10月  -  高校三原則にはかり、高校統合により名古屋市立名古屋商業高等学校（旧市立名古屋商業学校）と名古屋市立第二高等学校（旧市立第二高等女学校）が合併し、創立。普通課程・商業課程・家庭課程を有する総合高等学校として発足。
- 1953年（昭和28年） - 「名古屋市立商業高等学校」設立（現在の名古屋市立名古屋商業高等学校）。定時制夜間課程併設。
- 1955年（昭和30年） - 家庭課程廃止。
- 1965年（昭和40年） - 商業課程廃止。
- 1973年（昭和48年） - 学校群制度による1期生入学。県立昭和高校と名古屋14群、市立菊里高校と名古屋15群を組む。
- 1989年（平成元年） - 複合選抜入試制度による1期生入学。尾張2群Aグループに属する。
- 2005年（平成17年） - 夜間定時制募集停止。
- 2006年（平成18年） - 文部科学省よりスーパーサイエンスハイスクール（SSH）の指定を受ける。
- 2015年（平成27年） - 文部科学省より再びスーパーサイエンスハイスクール（SSH）の指定を受ける[1]。
- 2015年（平成27年） - 普通科に加え、国際科学科が開設される。
- 2020年（令和2年） - 文部科学省より第二期から継続してスーパーサイエンスハイスクール（SSH）の指定を受ける。

## 教育方針
民主的で文化的な国家を建設し、世界の平和と人類の福祉に貢献できる青少年の育成。
知・徳・体の調和のとれた人格を重視し、自律的に人格形成ができる青少年の育成。
校訓は、「こころあたたかく、ひとみくもりなく、ちからたくましく」。これは、「思いやりのある暖かい心、真理を愛する態度、強健な身体を育成する」という、知・徳・体の調和の取れた人間形成を目指したものである。

## 授業形態
1時限65分授業を採用し、1日5時限（木曜日のみ6時限）の授業が行われている。

## 国際科学科
SSクラスの後継として、2015年度（平成27年度）から併設された新学科で、愛知県内の公立高校で初の高度理数系教育を行う学科である。なお、R2〜R6年度まで第三期のSSH指定を受けている。
国際科学科の特徴として、3年間にわたる研究活動、大学や研究機関・技術系企業との連携、理数系の専門教育等がある。研究活動では日本語のみならず英語での発表も行い、通常授業に加え発展的な理数系科目や科学英語の授業も行われている。さらに、最先端の世界の科学についての見聞を広げるために、海外研修旅行を実施している。
2017年（平成29年）、国際科学科1期生によりオイラーの素数生成多項式を超える素数生成多項式が発見される。ユリの花粉管誘導の論文が神奈川大学全国高校生理科・科学論文大賞で優秀賞、口頭発表ではSSH生徒研究発表会で審査委員長賞を受賞している。
2019年（令和元年）12月、国際科学科のユリ研究グループ2名の共同研究が、日本学生科学賞の中央審査に於いて、内閣総理大臣賞を受賞している。また、同賞の受賞により、2020年（令和2年）5月に開催されるISEF（国際学生科学技術フェア）への派遣も内定した。

## その他
向陽祭は、文化祭・博覧会・後夜祭の3つから構成されており、例年3日間開催される。最終日の博覧会のみ一般公開されている。
男子ホッケー部は古豪で、国民体育大会ホッケー競技で3度優勝（第5回、7回及び10回大会）、全国高等学校ホッケー選手権大会で2度優勝（第13回及び15回大会）しており、近年でも全国大会の常連校である。
エスポワールという像がある。1992年（平成4年）に美術部の卒業記念作品として製作された。
2007年（平成19年）夏、各教室にエアコンが設置された。
2010年（平成22年）12月、益川敏英氏ノーベル賞受賞記念碑が建立された。
2011年（平成23年）12月、SSクラスのゼニゴケ研究グループ4名の共同研究が、日本学生科学賞の中央審査に於いて、文部科学大臣賞を受賞した。
2021年（令和3年）10月、18年間本校で教諭を務める伊藤政夫が中日教育賞を受賞した。

## アクセス
名古屋市営地下鉄
- 桜通線 桜山駅下車、徒歩で約8分。
- 鶴舞線 荒畑駅下車、徒歩で約12分。

名古屋市営バス
- 「広見町」停留所下車、徒歩で約8分。
- 「出口町」停留所下車、徒歩で約1分。
- 「滝子」停留所下車、徒歩で約8分。
- 「恵方町」停留所下車、徒歩で約8分。

## 著名な卒業生
- 春日井建 - 歌人。
- 益川敏英 - 物理学者、2008年度（平成20年度）ノーベル物理学賞受賞。
- 小島康誉 - 浄土宗僧侶。
- 竹市雅俊 - 生物学者。京都大学名誉教授。理化学研究所神戸研究所所長。
- 加藤定彦 - 俳諧研究者。立教大学名誉教授。
- 小野田正利  - 教育学者。大阪大学大学院人間科学研究科教授。
- 日比孝之 - 数学者、大阪大学名誉教授。代数学賞。
- 石坂啓 - マンガ家、エッセイスト。
- 石塚元章 - ニュースキャスター、CBCテレビ特別解説委員。
- 深浦厚之 - 経済学者、長崎大学経済学部教授。
- 武田一哉 - 情報工学者。名古屋大学副総長。ティアフォー社長。元日本音響学会副会長。
- 松本基弘 - テレビドラマ・映画プロデューサー。
- 西山史晃 - 「ROGUE」ベーシスト、氷室京介ツアーメンバー、本名は文明。
- 野中健一 - 地理学者。立教大学文学部教授。
- 音部大輔 - マーケター、著作家
- 山田亘 - 写真家。
- 藤村忠寿 - 北海道テレビ放送 「水曜どうでしょう」チーフディレクター。
- 木下富美子 - 元東京都議会議員[4]。
- 伊藤剛 - マンガ評論家。東京工芸大学芸術学部マンガ学科准教授。
- 岡田有希子 - アイドル歌手。1年生1学期のみ在学（堀越高等学校に転学）。
- 山本久美 - エスワイフード代表取締役社長（創業者・山本重雄の妻）。
- 松下昌代 - 埼玉県朝霞市長